# Blacon
Blacon är en ort i Storbritannien.   Den ligger i kommunen Cheshire West and Chester i riksdelen England, i den södra delen av landet, 270 km nordväst om huvudstaden London. Blacon ligger 21 meter över havet och antalet invånare är 13 495.
Terrängen runt Blacon är platt. Runt Blacon är det tätbefolkat, med 266 invånare per kvadratkilometer. Närmaste större samhälle är Chester, 3,0 km sydost om Blacon. Runt Blacon är det i huvudsak tätbebyggt.